# گرشک
گرشک (به لاتین: Gereshk): گرشک مرکز ولسوالی (شهرستان) گرمسیر می‌باشد که در ولایت هلمند افغانستان و در کنار رود هیرمند (هلمند) واقع شده‌است. گرشک را منسوب به گرشک فرزند کیکان شاه از پادشاهان شاهنشاهی کوشانی می‌دانند. این شهر بدلیل قرار گرفتن در محل اتصال رود ارغنداب به رود هلمند و داشتن منابع آبی غنی، از اهمیت زیادی برخوردار است. عمده جمعیت این شهر را پشتون‌ها تشکیل میدهند و اقلیت‌های هزاره و تاجیک هم در آن زندگی می‌کنند. گرشک ۸۱۷ متر از سطح دریا ارتفاع دارد. این شهر حدود ۱۲۰ کیلومتری (۷۵ مایل) شمال غربی قندهار و در بالادست سد کجکی قرار دارد که آب را به کانال آبیاری بوگرا هدایت کند. سد گرشک نیز در مجاورت این شهر واقع است. از مهمترین آثار تاریخی گرشک قلعه باستانی این شهر می‌باشد که بنای آن را مربوط به دوهزار سال قبل می‌دانند. گرشک قدیم در ابتدا در حوالی قلعه ای در ساحل شرقی رودخانه هیرمند ساخته شده بود، اما بعداً این شهر در ساحل غربی رودخانه هلمند احداث گردید. بنا به روایاتی امیر تیمور گورکانی در جریان جنگ با مردم این شهر یکی از پاهای خود را در این قلعه از دست داد. قلعه گرشک در جریان جنگ‌های انگلیس با افغانها دو بار توسط قوای انگلیستان گشوده شد، نخست در جنگ اول انگلیس و افغانستان و بار دیگر در سال ۱۸۷۹میلادی، که در هر دو مورد این جنگها باعث تخریب و و در بار دوم بعداً قلعه رها شد. گرشک حدود ۴۸۵۴۶ نفر جمعیت دارد و دارای یک بیمارستان و دانشکده مهندسی است که در سال ۱۹۵۷ ساخته شده‌است. گرشک در مسیر مهم حمل و نقل معروف به بزرگراه شماره ۱ واقع شده‌است که در زمان جنگ شوروی و افغانستان ساخته شده‌است. این مسیر استان فراه در غرب و استان قندهار در شرق را به هم متصل می‌کند و در حال حاضر پروژه آن بخشی از عملیات مشترک، انگلیس و افغانستان در حال ساخت می‌باشد جاده ای که در نهایت گرشک را به مرکز استان هلمند یعنی شهر لشکرگاه (شهر بست قدیم) متصل خواهد کرد. گرشک همچنین انتهای جنوبی مسیر ۶۱۱ است. این منطقه توسط دره رود هیرمند و ارغنداب آبیاری می‌شود. در سال ۱۵۴۰ میلادی زمانی که نصیرالدین همایون دومین پادشاه گورکانی هند در جنگ با شیرشاه سوری شکست خورد و به ایران گریخت، شاه طهماسب صفوی در سال ۱۵۵۵ میلادی با کمک طوایف بزرگ بلوچ که در مرز ایران و هندوستان زندگی می‌کردند به هندوستان لشکر کشید و در این زمان بزرگترین طایفه بلوچ طایفه رند بود. میرچاکرخان رند (رند اعظم) فرزند امیر شیهک خان و نواده امیر جلال خان حکمران کل منطقه رند و لاشار بوده که توانسته بود با تصرف سبی ، کچی و شلکوت یا کویته امروزی، بمپور و کل مکران و دره بولان دایره حکومت خود را به کل بلوچستان گسترش بدهد. او توانسته بود با ایجاد سپاهیانی منظم و نیرومند از طریق تنگه بولان تاخت و تازهای شدیدی را به جنوب افغانستان و مناطق هلمند و جنوب قندهار سازمان بدهد. او در جربان لشکرکشی نصیرالدین همایون به دهلی با ۴۰ هزار نیروی رند و بلوچ به این لشکرکشی پیوست. در این جنگ لشکر عادل شاه فرزند شیرشاه سوری از لشکر ایرانی و بلوچ همایون شکست سختی خورد و دهلی از تصرف افغانها خارج گردید. همایون به پاس خدمات میرچاکر خان و بلوچهای تحت فرمان او بخش هایی از قلمرو هندوستان آن دوره شامل مولتان،  هلمند و ریگستان در ولایت هلمند را به میرچاکر خان رند واگذار کرد. پس از فوت میرچاکر خان و روی کار آمدن جانشینان او، فرزند بزرگ ایشان، امیر شهداد خان رند که در مولتان بسر می برد حکومت هلمند و ازجمله گرشک  در افغانستان امروزی را به فرزند کوچکش امیر میران خان رند  (جد رند های میرانی گرشکی) و حکومت خاران و ریگستان را به فرزند بزرگش میر بولان خان رند ( بزرگ طایفه ریگی) واگذار کرد. و حکومت این منطقه پس از ضعف حکومت حاکمان رند در بلوچستان و قدرت گیری مجددحکومت براهوئی های  خانات کلات بدست پشتون‌ها که اکثریت جمعیت منطقه را داشتند افتاد. در زمان طالبان گرشک تحت کنترل قبیله پشتون نورزی بود و ملا میرحمزه یک پشتون قومی از همین قبیله ولسوال گرشک بود و ملا محمد اعظم یک پشتون قومی از قبیله نورزی فرمانده طالبان در گرشک بوده‌است. 